# جاومرغمحمدمراد (مقاطعة غيلانغرب)
جاومرغمحمدمراد (بالفارسية: ژاومرگ‌محمدمراد) هي قرية تقع في كرمانشاه في إيران. يقدر عدد سكانها بـ 44 نسمة بحسب إحصاء 2016.